# Women's National Basketball Association 2002
La Women's National Basketball Association 2002 è stata la sesta edizione della lega professionistica statunitense.
Vi partecipavano sedici franchigie, divise in due conference. Al termine della stagione regolare (32 gare), le prime quattro di ogni raggruppamento si giocavano in semifinali e finali il titolo della conference; le due vincenti giocavano la finale WNBA.
Il titolo è stato conquistato per la seconda volta consecutiva dalle Los Angeles Sparks. La Most Valuable Player è stata Sheryl Swoopes delle Houston Comets, semifinaliste della Western Conference.

## Stagione regolare

### Eastern Conference
|  |    | Classifica finale 2002 | Pt | G  | V  | P  | PtF | PtS |
|  | -- | ---------------------- | -- | -- | -- | -- | --- | --- |
|  | 1. | Charlotte Sting        | -  | 32 | 18 | 14 | -   | -   |
|  | 2. | New York Liberty       | -  | 32 | 18 | 14 | -   | -   |
|  | 3. | Washington Mystics     | -  | 32 | 17 | 15 | -   | -   |
|  | 4. | Indiana Fever          | -  | 32 | 16 | 16 | -   | -   |
|  | 5. | Orlando Miracle        | -  | 32 | 16 | 16 | -   | -   |
|  | 6. | Miami Sol              | -  | 32 | 15 | 17 | -   | -   |
|  | 7. | Cleveland Rockers      | -  | 32 | 10 | 22 | -   | -   |
|  | 8. | Detroit Shock          | -  | 32 | 9  | 23 | -   | -   |

### Western Conference
|  |    | Classifica finale 2002 | Pt | G  | V  | P  | PtF | PtS |
|  | -- | ---------------------- | -- | -- | -- | -- | --- | --- |
|  | 1. | Los Angeles Sparks     | -  | 32 | 25 | 7  | -   | -   |
|  | 2. | Houston Comets         | -  | 32 | 24 | 8  | -   | -   |
|  | 3. | Utah Starzz            | -  | 32 | 20 | 12 | -   | -   |
|  | 4. | Seattle Storm          | -  | 32 | 17 | 15 | -   | -   |
|  | 5. | Portland Fire          | -  | 32 | 16 | 16 | -   | -   |
|  | 6. | Sacramento Monarchs    | -  | 32 | 14 | 18 | -   | -   |
|  | 7. | Phoenix Mercury        | -  | 32 | 11 | 21 | -   | -   |
|  | 8. | Minnesota Lynx         | -  | 32 | 10 | 22 | -   | -   |

## Play-off
|  | Semifinali Conference | Semifinali Conference | Semifinali Conference | Semifinali Conference | Semifinali Conference |  |  | Finali Conference | Finali Conference | Finali Conference | Finali Conference | Finali Conference |             |             | Finali WNBA  | Finali WNBA  | Finali WNBA  | Finali WNBA  | Finali WNBA  |  |
|  |                       |                       |                       |                       |                       |  |  |                   |                   |                   |                   |                   |             |             |              |              |              |              |              |  |
|  | 1EC                   | Charlotte Sting       | Charlotte Sting       | Charlotte Sting       | Charlotte Sting       |  |  |                   |                   |                   |                   |                   |             |             |              |              |              |              |              |  |
|  | 3EC                   | Wash. Mystics         | Wash. Mystics         | Wash. Mystics         | Wash. Mystics         |  |  | Wash. Mystics     | Wash. Mystics     | Wash. Mystics     | Wash. Mystics     | Wash. Mystics     |             |             |              |              |              |              |              |  |
|  | 2EC                   | N.Y. Liberty          | N.Y. Liberty          | N.Y. Liberty          | N.Y. Liberty          |  |  | N.Y. Liberty      | N.Y. Liberty      | N.Y. Liberty      | N.Y. Liberty      | N.Y. Liberty      |             |             |              |              |              |              |              |  |
|  | 4EC                   | Indiana Fever         | Indiana Fever         | Indiana Fever         | Indiana Fever         |  |  |                   |                   |                   |                   |                   |             |             | N.Y. Liberty | N.Y. Liberty | N.Y. Liberty | N.Y. Liberty | N.Y. Liberty |  |
|  | 1WC                   | L.A. Sparks           | L.A. Sparks           | L.A. Sparks           | L.A. Sparks           |  |  |                   |                   | L.A. Sparks       | L.A. Sparks       | L.A. Sparks       | L.A. Sparks | L.A. Sparks |              |              |              |              |              |  |
|  | 4WC                   | Seattle Storm         | Seattle Storm         | Seattle Storm         | Seattle Storm         |  |  | L.A. Sparks       | L.A. Sparks       | L.A. Sparks       | L.A. Sparks       | L.A. Sparks       |             |             |              |              |              |              |              |  |
|  | 2WC                   | Houston Comets        | Houston Comets        | Houston Comets        | Houston Comets        |  |  | Utah Starzz       | Utah Starzz       | Utah Starzz       | Utah Starzz       | Utah Starzz       |             |             |              |              |              |              |              |  |
|  | 3WC                   | Utah Starzz           | Utah Starzz           | Utah Starzz           | Utah Starzz           |  |  |                   |                   |                   |                   |                   |             |             |              |              |              |              |              |  |

## Vincitore
| Campione WNBA 2002             |
| ------------------------------ |
| Los Angeles Sparks (2º titolo) |

## Statistiche
| Categoria             | Giocatore          | Squadra             | Stat |
| --------------------- | ------------------ | ------------------- | ---- |
| Punti per gara        | Chamique Holdsclaw | Washington Mystics  | 19,9 |
| Rimbalzi per gara     | Chamique Holdsclaw | Washington Mystics  | 11,6 |
| Assist per gara       | Ticha Penicheiro   | Sacramento Monarchs | 8,0  |
| Palle rubate per gara | Tamika Catchings   | Indiana Fever       | 2,9  |
| Stoppate per gara     | Margo Dydek        | Utah Starzz         | 3,6  |
| FG%                   | Alisa Burras       | Portland Fire       | 62,9 |
| FT%                   | Sue Bird           | Seattle Storm       | 91,1 |
| 3FG%                  | Kelly Miller       | Charlotte Sting     | 47,1 |

## Premi WNBA
- WNBA Most Valuable Player: Sheryl Swoopes, Houston Comets
- WNBA Defensive Player of the Year: Sheryl Swoopes, Houston Comets
- WNBA Coach of the Year: Marianne Stanley, Washington Mystics
- WNBA Rookie of the Year: Tamika Catchings, Indiana Fever
- WNBA Most Improved Player: Coco Miller, Washington Mystics
- WNBA Finals Most Valuable Player: Lisa Leslie, Los Angeles Sparks
- All-WNBA First Team:
  - Sue Bird, Seattle Storm
  - Tamika Catchings, Indiana Fever
  - Lisa Leslie, Los Angeles Sparks
  - Mwadi Mabika, Los Angeles Sparks
  - Sheryl Swoopes, Houston Comets
- All-WNBA Second Team:
  - Chamique Holdsclaw, Washington Mystics
  - Shannon Johnson, Orlando Miracle
  - Tari Phillips, New York Liberty
  - Katie Smith, Minnesota Lynx
  - Tina Thompson, Houston Comets